# 大阪音乐大学短期大学部
大阪音乐大学短期大学部（日语：／ Osaka Ongaku Daigaku Tanki Daigakubu *）是一所位于日本大阪府丰中市的私立短期大学。

## 概要

### 简介
- 学校最早可以追溯到1915年[1]。短期大学为于1951年开办[1]、由学校法人大阪音乐大学经营、是男女同校[2]。

### 历史
- 1951年 大阪音乐短期大学成立并同时设置一个学科三专攻即音乐科（器乐专攻、声乐专攻、音乐创作专攻）[1]。在了大阪市天王寺区。
- 1954年 第二部成立于音乐科三专攻（器乐专攻、声乐专攻、音乐创作专攻）[3]。校园迁址至丰能郡庄内町野田[注 6]
- 1958年 音乐科（器乐专攻、声乐专攻、音乐创作专攻）第一部停办[3]。
- 1959年 改校名为大阪音乐大学短期大学部[1]。
- 1965年 音乐科（器乐专攻、声乐专攻、音乐创作专攻）第一部再次成立。音乐科第二部的器乐专攻、声乐专攻、音乐创作专攻[注 4]各自招生最后、次年各自合并为音乐专攻（以后招生到1986年、正式停办于1992年）[1]。
- 1966年 音乐专攻成立于音乐科第一部[1]。
- 1967年 专科三个专攻（即器乐专攻、声乐专攻、音乐创作专攻）成立（各自招生到于2010年、次年各自合并为音乐专攻）[4]。
- 2004年 音乐科音乐专攻第一部改编为爵士乐・流行音乐专攻[注 1][1]。
- 2008年 音乐科第一部四个专攻（器乐专攻、声乐专攻、音乐创作专攻、爵士乐・流行音乐专攻[注 1]）各自招生最后、次年各自合并为音乐科（没有专攻课程）[1]。

### 宪章
- 请参看大阪音乐大学短期大学部的标志 （页面存档备份，存于） （日語） 2014年2月9日阅览。

## 学校环境
- 校区：在大阪府丰中市

## 历任校长
- 永井幸次：第一代短期大学校长[5]
- 武藤好男：现在短期大学校长[6]

## 组织

### 学科
- 音乐科

### 前学科
- 音乐科
  - 爵士乐・流行音乐专攻[注 1][注 2]
  - 器乐专攻
    - 第一部[注 2]
    - 第二部[注 3]

  - 声乐专攻[注 2]
    - 第一部[注 2]
    - 第二部[注 3]

  - 音乐创作专攻[注 2]
    - 第一部[注 2]
    - 第二部[注 4][注 3]

### 专科
- 音乐专攻

### 前专科
- 器乐专攻[注 5]
- 声乐专攻[注 5]
- 音乐创作专攻[注 5]

### 业余课程
| - 没有 |

### 附属机关
| - 图书馆 - 附属儿童音乐学园：成立于1957年 |

## 知名校友
- aiko：唱作人
- 藤原岬：歌手、无线电唱片骑师
- 赤崎夏实：『早安朝日』电子琴演奏者、演员
- 伊藤加奈子：『前早安朝日』电子琴演奏者、演员
- 尾崎小百合：相声演员

## 相关链接
- 日本短期大学列表